# Ethelum americanum
Ethelum americanum är en kräftdjursart som först beskrevs av Dollfus 1896.  Ethelum americanum ingår i släktet Ethelum och familjen Eubelidae. Inga underarter finns listade i Catalogue of Life.